# Constituição de Weimar

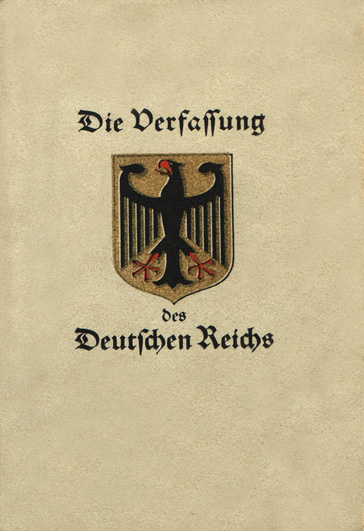
A Constituição de Weimar em formato de livreto. A constituição em si exigia que fosse entregue aos estudantes no momento de sua formatura

A Constituição de Weimar (em alemão: Weimarer Verfassung) ou, na sua forma portuguesa, Veimar, oficialmente Constituição do Império Alemão (alemão: Verfassung des Deutschen Reichs) foi o texto constitucional que vigorou durante a curta República de Weimar (1919-1933). Foi elaborada por uma Assembleia Constituinte que se reuniu na cidade de Weimar, sendo aprovada em 31 de julho de 1919 e assinada em 11 de agosto de 1919.
Elaborada após a derrota do Império Alemão na Primeira Guerra Mundial, a Constituição de Weimar declarou a Alemanha como uma república democrática parlamentar. Ela permaneceu em vigor durante toda a existência do Terceiro Reich, de 1933 a 1945, apesar de ter sido suspensa, não se realizando mais eleições nem sendo respeitados os direitos fundamentais ao longo desse período.
O título da Constituição era o mesmo da Constituição Imperial que a precedeu. A palavra alemã Reich é traduzida geralmente como “império”. O termo persistiu mesmo após o fim da monarquia em 1918. O nome oficial do Estado alemão era Deutsches Reich até 1943, quando foi adotado o termo Großdeutsches Reich (Grande Alemanha), que perdurou até a derrota alemã em 1945.
A Constituição de Weimar representa o auge da crise do Estado Liberal do século XVIII e a ascensão do Estado Social do século XX. Foi o marco do movimento constitucionalista que consagrou direitos sociais, de segunda geração/dimensão (relativos às relações de produção e de trabalho, à educação, à cultura, à previdência) e reorganizou o Estado em função da Sociedade e não apenas do indivíduo.
A Constituição de Weimar de 1919, não abolia formalmente o Império Alemão, mas lhe dava uma nova fisionomia, democrática e liberal. A nova constituição substituiu a personalidade do Imperador ou Kaiser pela do Presidente Imperial ou Presidente do Império, que era eleito democraticamente pelo povo, que por sua vez, nomeava o Chanceler do Império, que não mais respondia ao Imperador (neste caso, ao Presidente) e sim ao Parlamento (alemão: Reichstag).
Em termos de direito comparado, a Constituição de Weimar é conhecida como uma das primeiras no mundo que garantiram direitos dos trabalhadores, junto a Constituição soviética de 1918 e a Constituição mexicana de 1917.